# Łucznictwo na Igrzyskach Azjatyckich 1986
Zawody łucznicze na igrzyskach Azjatyckich 1986 rozegrano w Seulu w dniach 27–30 września, na terenie "Hwarang Archery Field".

## Tabela medalowa
| Poz.  | Państwo          |    |    |    | Łącznie |
| ----- | ---------------- | -- | -- | -- | ------- |
| 1.    | Korea Południowa | 9  | 9  | 7  | 25      |
| 2.    | Japonia          | 2  | 2  | 3  | 7       |
| 3.    | Chiny            | 1  | 1  | 2  | 4       |
| Razem | Razem            | 12 | 12 | 12 | 36      |

## Wyniki
| Konkurencja           |                                                          |                                                                      |                                                      |
| --------------------- | -------------------------------------------------------- | -------------------------------------------------------------------- | ---------------------------------------------------- |
| Mężczyźni             | Takayoshi Matsushita                                     | Yang Chang-hoon                                                      | Koo Ja-chung                                         |
| Mężczyźni - 30 m      | Yang Chang-hoon                                          | Koo Ja-chung                                                         | Chun In-soo                                          |
| Mężczyźni - 50 m      | Yang Chang-hoon                                          | Takayoshi Matsushita                                                 | Hiroshi Yamamoto                                     |
| Mężczyźni - 70 m      | Yang Chang-hoon                                          | Koo Ja-chung                                                         | Chun In-soo                                          |
| Mężczyźni - 90 m      | Takayoshi Matsushita                                     | Koo Ja-chung                                                         | Chun In-soo                                          |
| Mężczyźni - drużynowo | Yang Chung-Hoon Koo Ja-Chong Jeon In-Soo Park Kyung-Sang | Ichiro Shimamura Tokyuki Kawai Hiroshi Yamamoto Takayoshi Matsushita | Liang Qiuzhong Ru Guang Duan Hongjun Cao Jiong       |
|                       |                                                          |                                                                      |                                                      |
| Kobiety               | Park Jung-ah                                             | Kim Jin-ho                                                           | Kim Mi-ja                                            |
| Kobiety - 30 m        | Kim Jin-ho                                               | Park Jung-ah                                                         | Kim Mi-ja                                            |
| Kobiety - 50 m        | Park Jung-ah                                             | Kim Mi-ja                                                            | Ma Xiangjun                                          |
| Kobiety - 60 m        | Kim Jin-ho                                               | Park Jung-ah                                                         | Akiko Kodama                                         |
| Kobiety - 70 m        | Ma Xiangjun                                              | Kim Jin-ho                                                           | Park Jung-ah                                         |
| Kobiety - drużynowo   | Park Jung-ah Kim Jin-ho Kim Mi-ja Lee Sung-hee           | Ma Xiangjun Yao Yawen Ma Shaorong Li Renfeng                         | Akiko Kodama Masayo Shibata Keiko Suwa Horoko Ishizu |